# Делеція (біологія)

Делеція на хромосомі

Делеція (делеція гена) в генетиці — структурна мутація (хромосомна аберація), при якій вилучається частина хромосоми або послідовність ДНК. При делеції виникає втрата генетичного матеріалу. При цьому може бути вилучена будь-яке число нуклеотидів, від одної основи до великого шматка хромосоми. Делеції можуть бути викликані помилками в генетичній рекомбінації протягом мейозу або в результаті неправильної репарації ДНК. Ця мутація є причиною деякої кількості серйозних генетичних хвороб.